# 䨇寓
22°22′33″N 113°57′53″E / 22.3756954°N 113.9646265°E

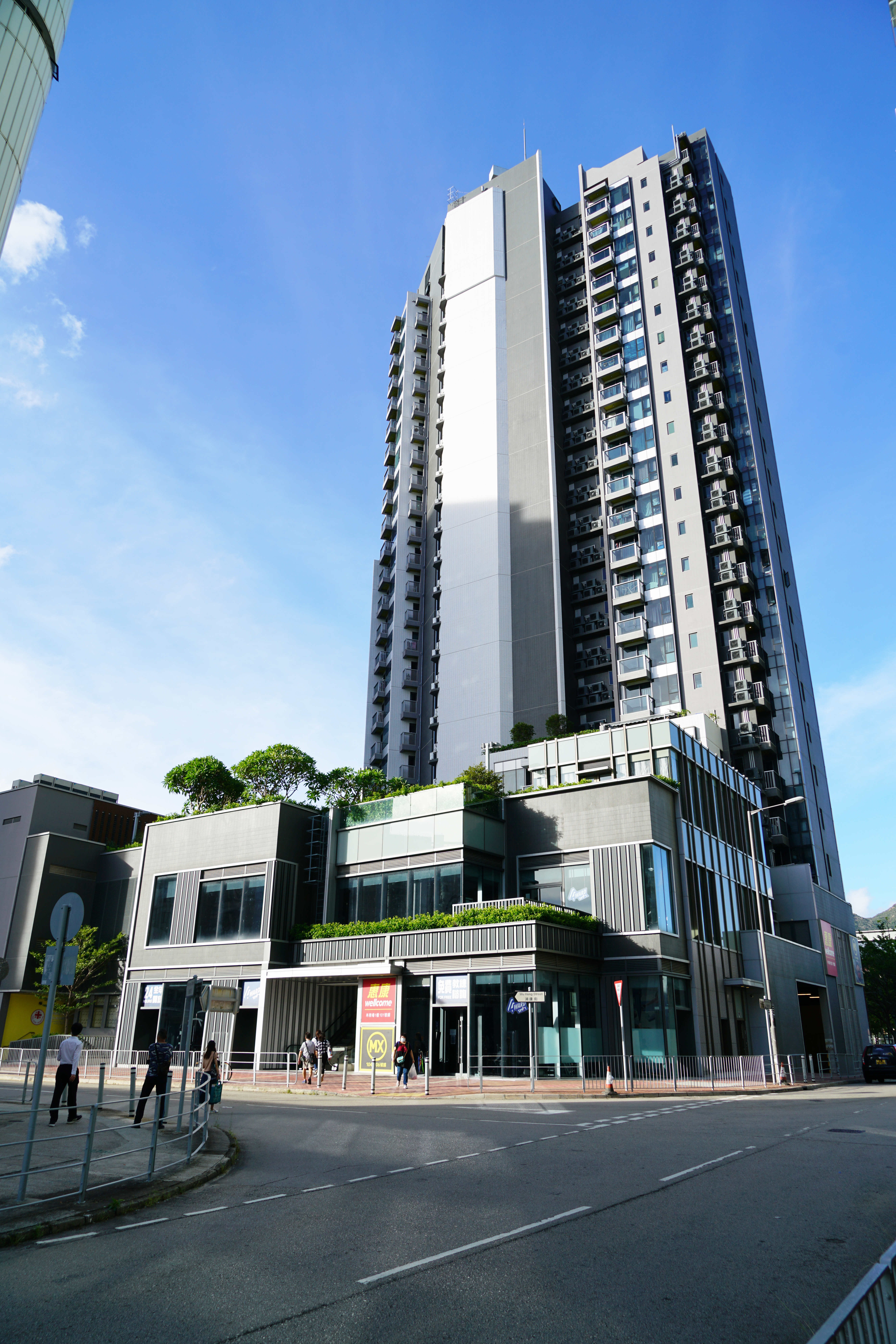
䨇寓

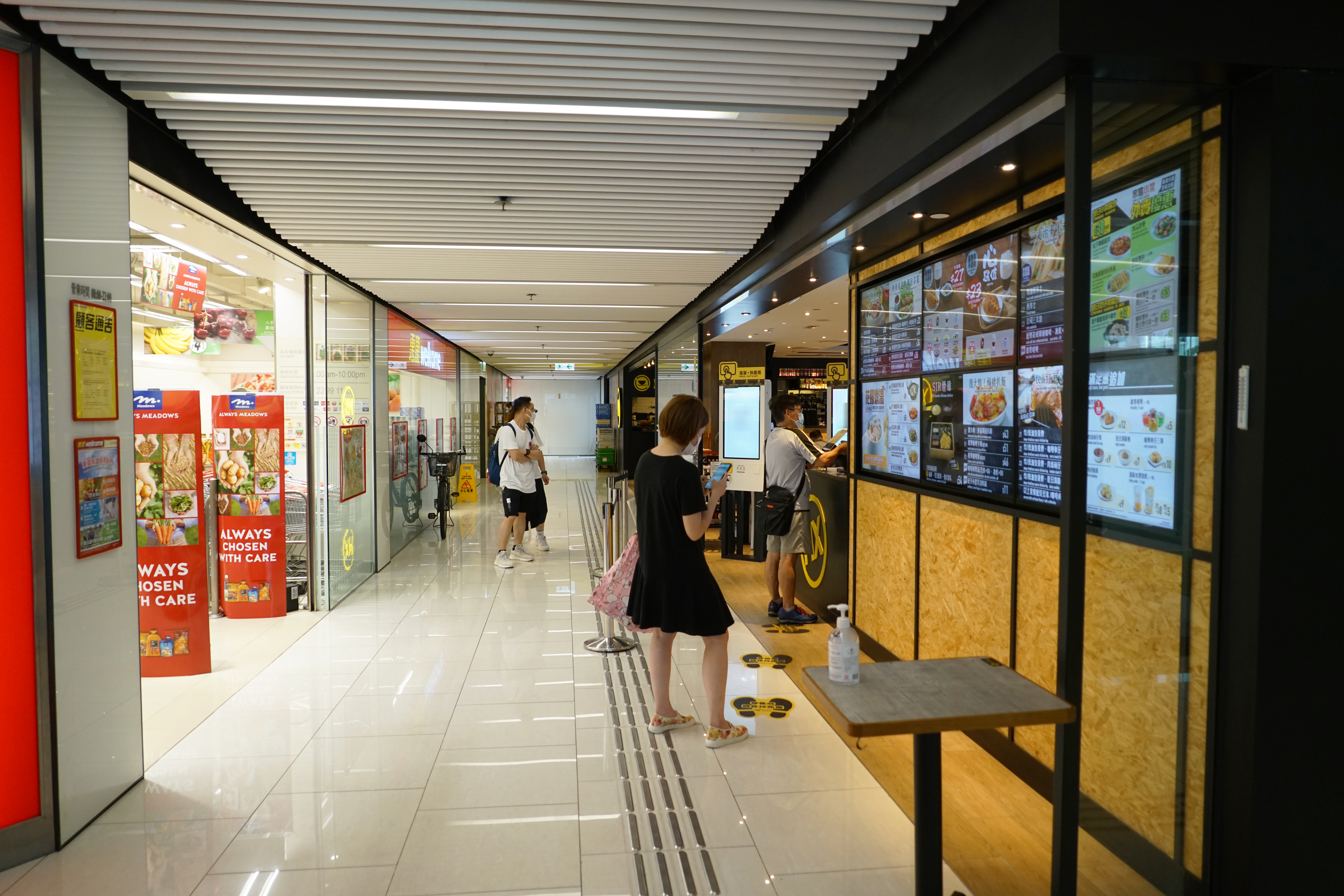
商場1樓

䨇寓，前身位於香港屯門湖安街8號政府官地，為香港興業和住友林業合作發展的住宅項目。承建商為祥記馮祥（已結業），建築師為梁黃顧建築師(香港)事務所，室內設計師為PTang Studio，2018年入伙。 

## 歷史
2013年10月，香港興業以5.51億港元，投得屯門湖安街8號地皮，打算用作發展住宅和零售之用。
2014年4月14日，住友林業購入該物業25%權益，用作開拓香港物業之用。
2016年10月29日，該物業164伙銷售情況理想，用家佔80%。
2016年10月30日，該物業售出164個單位，當中包括92個開放式單位、42個一房單位及30個兩房單位，相當於價單售價8.62億港元。
截至2021年，居民曾因大廈管理問題多番表示不滿，包括大廈鼠患、清潔衛生、園林等問題，當中外牆植物，於屋苑正式入伙後兩年內已大量枯死，管理公司亦沒有積極跟進。大廈亦曾數次出現底層污水回湧及水浸問題，被指與去水喉管設計有關。

## 設施
該物業樓層為27層，共有222個開放式至3房住宅單位，實用面積介乎253至869平方呎，設施方面有屋宇內「CLUB 2GETHER」會所，提供多元設施，包括25米室外泳池連接嬉水池、池畔燒烤爐、宴會廳、健身室、兒童遊樂室、2GETHER BAR、花園雅座、鋼琴室及遊戲室，總樓面面積為12,300平方米。

### 商場
物業基座設有商場，樓高兩層，總面積約二萬平方呎，其中地下為街舖。現時租戶為4ward fitness通宵健身，惠康超級市場及美心MX，以面積計出租率超過9成7。
當中惠康雙寓分店宣布將於2022年3月27日晚7時結業，相信是全港開業時期最短的惠康超市。同年開設快馬鮮生旗下freshplus超市，惟該超市已於2023年末結業。
現時該位置由佳宝食品超級市場營業

## 售價
售價方面，在推出86個單位為則平均呎價逾13000港元，19個首度推出的特色單位，售價最高的一個位於頂層連平台，面積近870平方呎，定價2026萬港元，折實價逾1700萬港元，呎價逾19000港元，而推出所有所有單位，總市值13.4億港元。
另一售價方面，最低單位入場費為310萬港元，實用面積274呎，折實呎價11327港元，而274呎至529呎，定價介乎363萬至780萬港元，發展商提供最多一成四的折扣優惠，折實平均呎價11988港元。

## 獎項
- 國際物業大獎 — 2018亞太區——最佳室內設計（混合用途——香港）[19]

## 交通
該物業與輕鐵兆禧站步行距離為1-2分鐘，屯門碼頭步行距離為10-14分鐘，警察宿舍旁邊的巴士站步行距離為3至13分鐘。

## 興建圖像

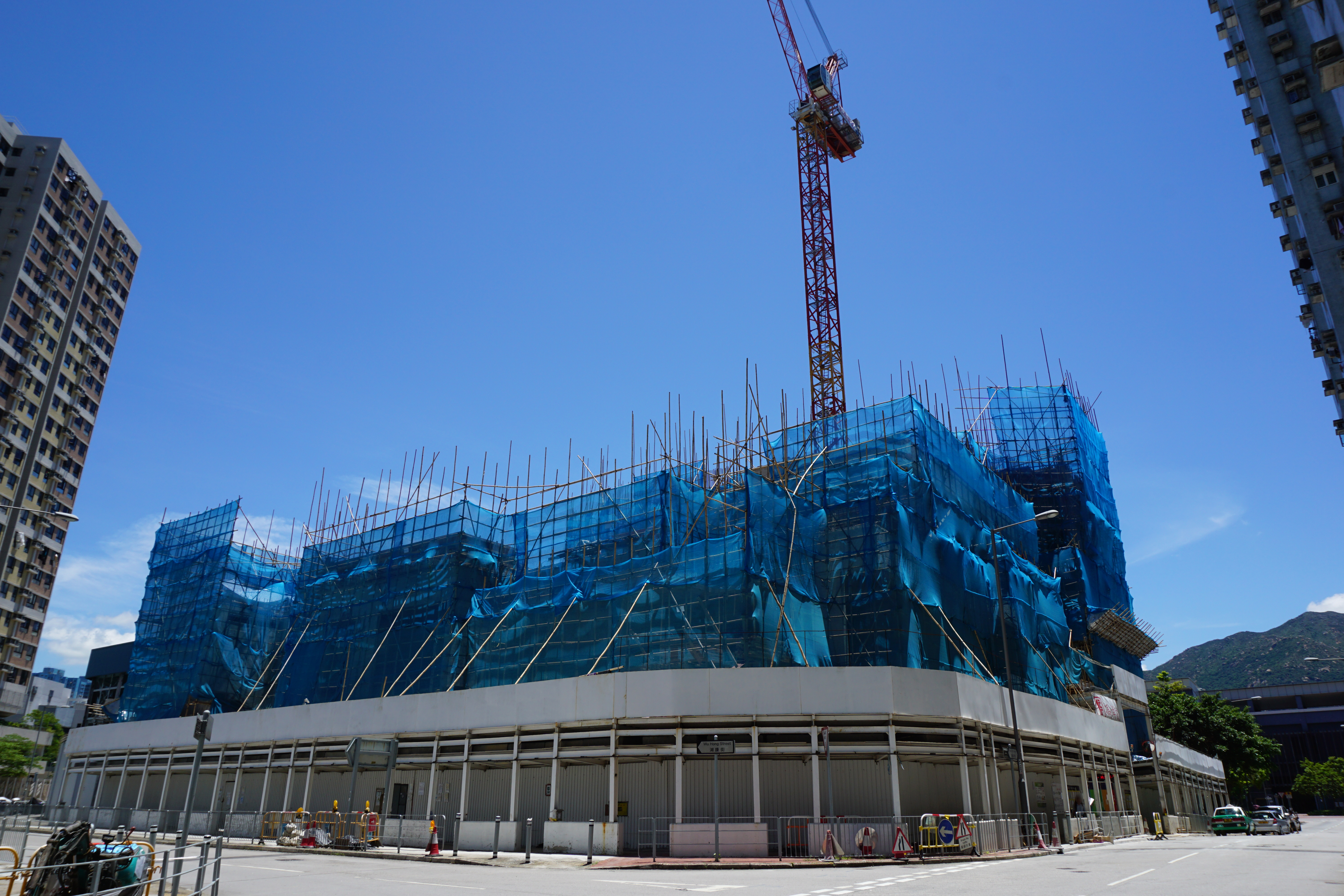
2016年6月
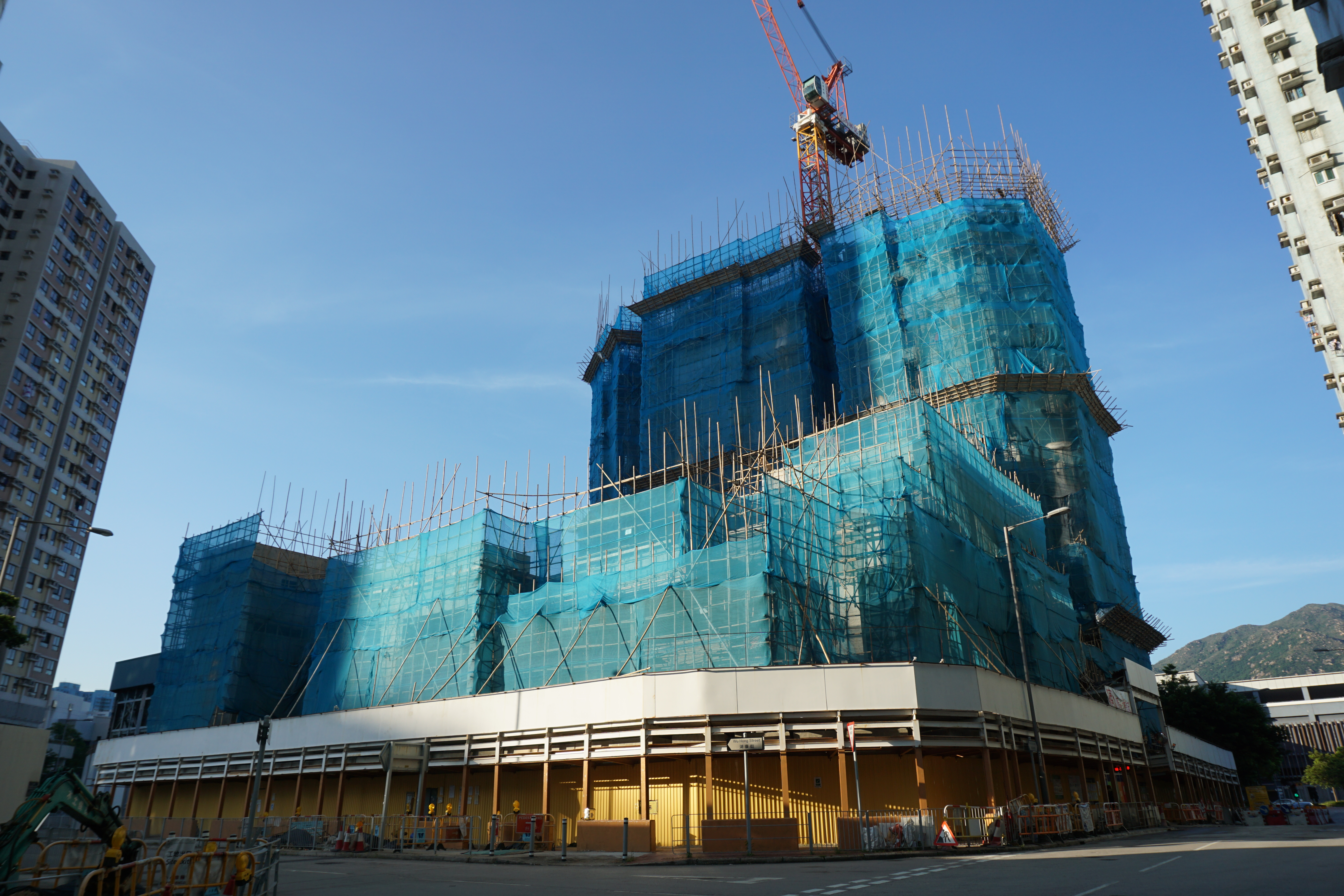
2016年7月
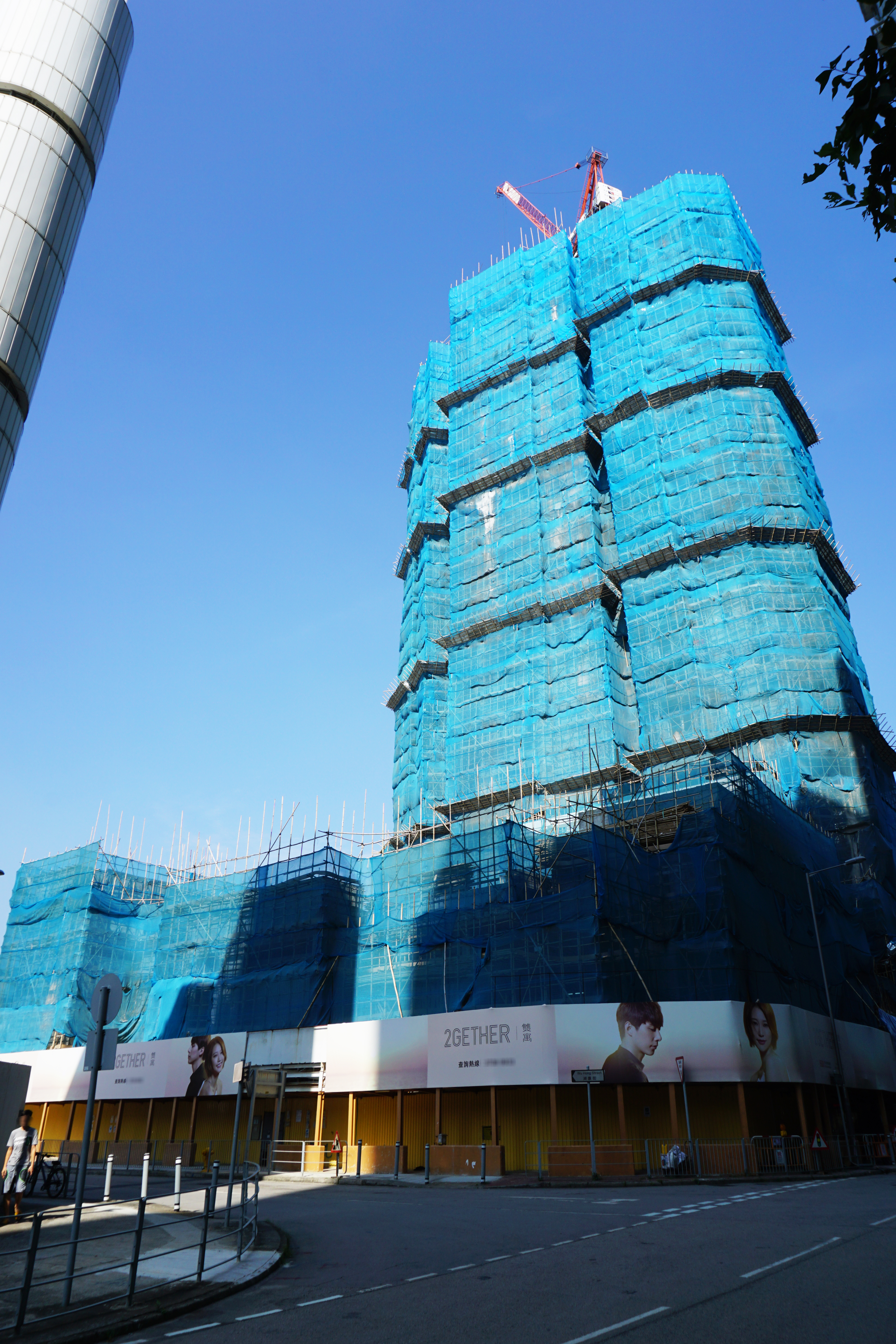
2016年10月
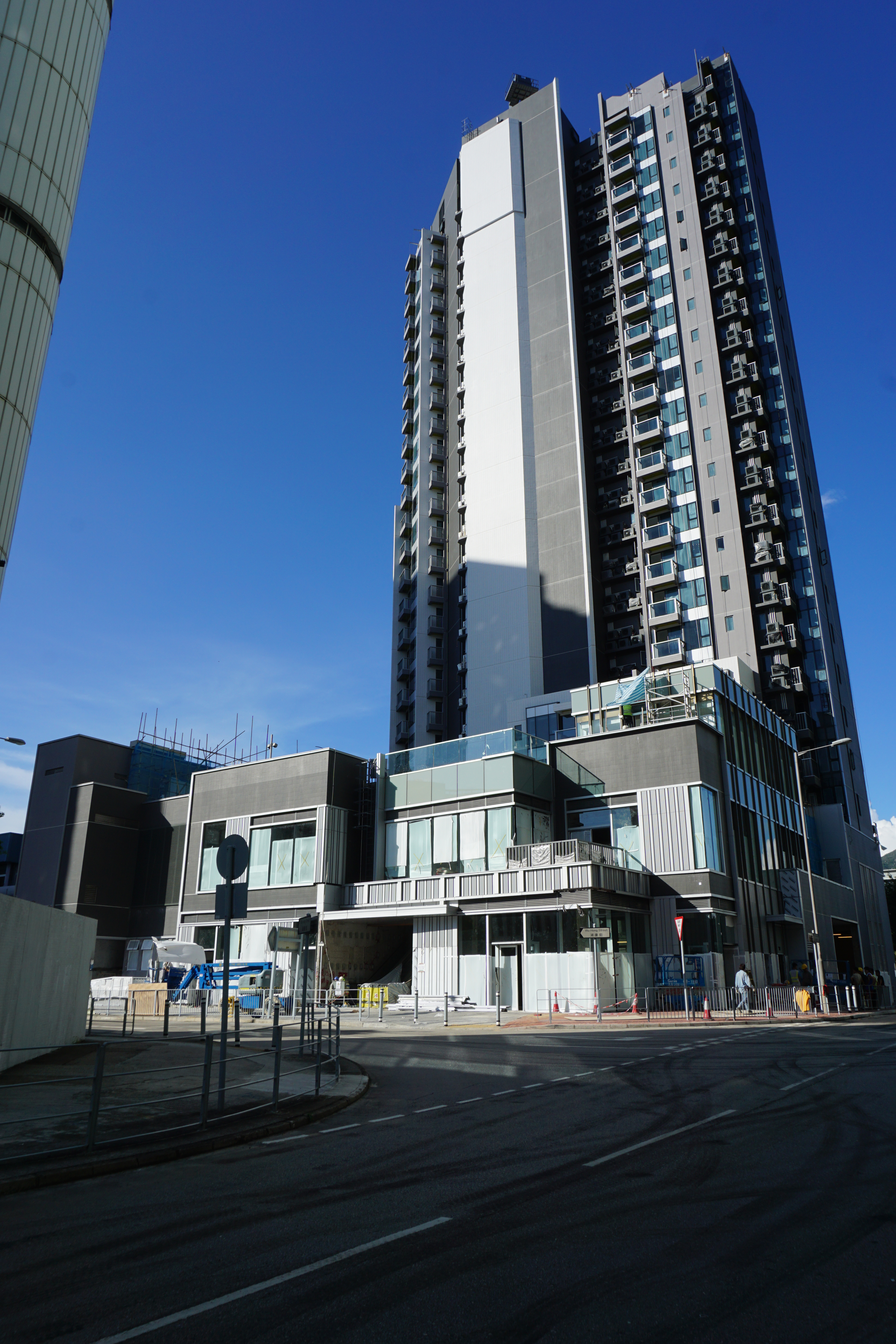
2017年6月

## 附近屋苑
- 湖景邨
- 兆禧苑
- 悅湖山莊

## 外部連結
- 2gether.hk （页面存档备份，存于）